# محمد الأمين بلغيث
محمد الأمين بلغيث هو مؤرخ وأكاديمي جزائري، وُلد عام 1956 في مدينة الشريعة بولاية تبسة، الجزائر. باحث في مجال التاريخ الجزائري والمغاربي، ويمتلك مسيرة علمية تمتد لأكثر من أربعة عقود، شملت التدريس والبحث والنشر الأكاديمي.
معروف بأبحاثه في مجال التاريخ الإسلامي والتاريخ الجزائري. يعمل في مؤسسات أكاديمية محلية جزائرية. حصل على تعليم أكاديمي متقدم في التاريخ، حيث قام بإجراء أبحاث تناولت مواضيع مختلفة، منها فترة الاستعمار الجزائري وتأثيراتها على المجتمع الجزائري. له العديد من المنشورات والمقالات العلمية التي تُعنى بتحليل الأحداث التاريخية والثقافية في الجزائر. بالإضافة إلى نشاطه الأكاديمي، يشارك بلغيث في المؤتمرات العلمية ويقوم بتوجيه الطلاب والباحثين في مجاله. يُعتبر أحد الشخصيات البارزة في الدراسات التاريخية في الجزائر.

## مسيرته التعليمية
زاول محمد الأمين بلغيث القسم الأول من التعليم الابتدائي في مسقط رأسه، ثم انتقل في عام 1969 إلى مدينة سكيكدة، حيث أكمل دراسته الابتدائية وحصل على شهادة التعليم الابتدائي، تلاها شهادة التعليم المتوسط.
بعد ذلك، انتقل إلى مدينة برج بوعريريج، حيث أكمل سنته النهائية في متوسطة عبد القادر بلعارف، وحصل على شهادة التعليم العام في دورة جوان عام 1974.
أنهى تعليمه الثانوي بشعبة الآداب في ثانوية شيحاني بشير بمدينة خنشلة بين عامي 1974 و1977، ونال شهادة البكالوريا في دورة جوان عام 1977.
في جوان عام 1980، حصل على شهادة الليسانس في التاريخ من جامعة قسنطينة، ثم نجح في مسابقة الماجستير في التاريخ في نوفمبر من نفس السنة، حيث جاء ترتيبه الثاني على المستوى الوطني في جامعة الجزائر.
نال درجة الماجستير في التاريخ الإسلامي الوسيط من جامعة الجزائر في سبتمبر عام 1987، وناقش دكتوراه دولة في التاريخ الإسلامي الوسيط، تخصص تاريخ المغرب والأندلس، في 15 مايو عام 2003. رُقِّيَ بعد ذلك إلى رتبة أستاذ التعليم العالي في دورة ديسمبر عام 2007.
حياته العملية
بدأ مسيرته المهنية عام 1981 في قسم الترجمة بمعهد اللغات الأجنبية، ثم انتقل للتدريس في كلية العلوم الإسلامية بجامعة الجزائر اعتبارًا من سبتمبر 1983، واستمر في هذا المجال حتى تقاعده في 1 يناير 2018. منذ ذلك الحين، تفرغ بلغيث للأبحاث التاريخية والنشاطات الإعلامية، مع التركيز على تنظيم ونشر أعماله غير المطبوعة.
خلال مسيرته الأكاديمية، شغل عدة مناصب إدارية، فقد تولى رئاسة قسم اللغة والحضارة العربية الإسلامية بين عامي 2006 و2010، ثم أصبح رئيسًا للمجلس العلمي لكلية العلوم الإسلامية بجامعة الجزائر 1 (ابن يوسف بن خدة) من مارس 2011 إلى 2016.
تميز نشاط بلغيث التربوي بتدريس مجموعة متنوعة من المقررات العلمية، من بينها: السيرة النبوية، التاريخ الإسلامي، الحياة الثقافية في المغرب (2004-2006)، السياسة الشرعية، حاضر العالم الإسلامي، دراسات استشراقية في اللغة والقرآن (ماجستير، كلية العلوم الإسلامية، 2004-2006)، تاريخ الحروب الصليبية، النهضة الأوروبية، الحضارة الإسلامية، إعداد وتصحيح امتحانات اللغة والأدب الإسباني حتى إلغاء تدريس الإسبانية في بعض الثانويات الجزائرية.
النشاط الإعلامي والصحفي
ساهم محمد الأمين بلغيث في الإعلام الجزائري من خلال مقالات في الصحف والمجلات الوطنية، مثل صحيفتي الشعب والنصر، ومجلتي آمال والثقافة. كما عمل على إنتاج برامج ثقافية للإذاعة الوطنية لمدة سبع سنوات (1983-1990). وشارك في إعداد برامج تلفزيونية لصالح عدة قنوات، من بينها قناة المستقلة اللندنية، حيث قدَّم:
- 37 حلقة عن الأمير عبد القادر الجزائري.
- 27 حلقة عن الحركة الإصلاحية بقيادة عبد الحميد بن باديس.
- 13 حلقة عن الرئيس الجزائري هواري بومدين.

إضافة إلى ذلك، تعاون مع قناة الجزيرة لإعداد حلقات حول تاريخ الجزائر المعاصر، وبثت القناة بعضًا منها في برنامج أرشيفهم وتاريخنا. وبدأ منذ سبتمبر 2012 في تقديم برنامج حديث الثلاثاء على الإذاعة الثقافية الجزائرية، الذي يركز على موضوعات ثقافية وتاريخية متنوعة.
شارك بلغيث في موسمين من برنامج تاريخ مباشر على قناة البلاد الجزائرية، حيث ناقش في رمضان 2019 محطات من تاريخ الجزائر المعاصر (1830-1930)، ثم في رمضان 2020 تناول تطور الحركة الوطنية الجزائرية (1931-1954).
شارك بلغيث في العديد من المؤتمرات والملتقيات الدولية، منها مؤتمرات في مدريد، إشبيلية، القاهرة، دمشق، مكة المكرمة، بيروت، واشنطن، برلين، وباريس، بالإضافة إلى مشاركات في إسطنبول وتونس والمغرب الأقصى وجنيف.

## مؤلفاته
من أهم أعماله الأكاديمية، تأليفه 23 مجلدًا حول تاريخ الأندلس وتاريخ الجزائر، تضمنت أكثر من 12,000 صفحة مكتوبة باللغات العربية والإسبانية والفرنسية. تشمل هذه المؤلفات دراسات تاريخية وتحليلات وثائقية تسلط الضوء على مراحل مختلفة من التاريخ الجزائري وتاريخ المغرب العربي.
أعمال منفردة
ألَّف محمد الأمين بلغيث سلسلة من الأبحاث والمساهمات الأدبية في التاريخ والأدب، جمعت في "الأعمال غير الكاملة"، وهي مؤلفة من 13 مجلدًا، صدرت عن دار القافلة للنشر والتوزيع (الجزائر، 2014م):
1. المجلد الأول: "النظرية السياسية عند المرادي وأثرها في المغرب والأندلس" (الطبعة الثانية 2014، الطبعة الثالثة عن قوافل للنشر، موريتانيا، 2017م).
2. المجلد الثاني: "الرُّبُطُ بالمغرب الإسلامي ودورها في عصري المرابطين والموحدين".
3. المجلد الثالث: "الحياة الفكرية بالأندلس في عصر المرابطين"، القسم الأول.
4. المجلد الرابع: "الحياة الفكرية بالأندلس في عصر المرابطين"، القسم الثاني.
5. المجلد الخامس: "دولة المرابطين بالأندلس من مدينة السياسة إلى مدينة العلم" (الطبعة الثانية، الطبعة الثالثة عن قوافل للنشر، موريتانيا، 2017م).
6. المجلد السادس: "حلقات في تاريخ الغرب الإسلامي" (3 حلقات - الطبعات بين 2014 و2014).
7. المجلد السابع: "دراسات وتحقيقات" ويشمل دراسات مثل "مختصر سيرة الرسول" و"المدخل إلى تاريخ صدر الإسلام".
8. المجلد الثامن: "التحقيقات" ويشمل "التِّبيان" لمذكرات الأمير عبد الله آخر ملوك بني زيري.
9. المجلد التاسع: "دراسات في الفكر الإسلامي المعاصر".
10. المجلد العاشر: "قضايا ومواقف في الأدب والتاريخ"، القسم الأول.
11. المجلد الحادي عشر: "قضايا ومواقف في الأدب والتاريخ"، القسم الثاني.
12. المجلد الثاني عشر: "تعليم الجزائريين في العهد الاستعماري" [باللغة الفرنسية]، يشمل ملحقًا هامًا بوثيقة "رد على عريضة الشاذلي المكي حول المسألة الجزائرية عام 1951م".

مؤلفات جماعية
شارك بلغيث في عدد من المؤلفات الجماعية، منها:
1. "ابن باديس والبناء الجديد"، عمل جماعي من منشورات زكي بوزيد (2019).
2. "موسوعة الاستغراب" (مشارك، كلية الشريعة، قطر).
3. "شيخ المؤرخين الجزائريين أبو القاسم سعد الله بأقلام أحبابه" (تنسيق وإشراف محمد الأمين بلغيث، الجزائر، البصائر الجديدة، 2014م).

مؤلفات حديثة الطبع
صدرت له مؤلفات في بيروت:
1. "دراسات وأبحاث في تاريخ الجزائر الحديث والمعاصر" (أربعة كتب).
2. "تاريخ حاضرة قسنطينة لأحمد بن المبارك" (بيروت، دار ابن كثير، 2020).

### مؤلفات أخرى
1. دراسات في تاريخ الغرب الإسلامي
2. فصول في التاريخ والعمران بالغرب الإسلامي
3. نظرات في تاريخ الغرب الإسلامي
4. الشيخ محمد بن عمر العدواني مؤرخ سوف والطريقة الشابية
5. الجزائر في باندونغ ـ مذكرة الشاذلي المكي إلى المؤتمر ـ
6. حركة الإخوان المسلمين وبداية المشروع الإسلامي في العصر الحديث
7. الإمام عبد الحميد بن باديس وأزمة التخلف الحضاري في الجزائر
8. الرحلة الدمشقية[7]

## وصلات خارجية
- الأستاذ محمد الأمين بلغيث " أوضاع الجزائر الداخلية التي مهدت للإحتلال الفرنسي .
- الجزائر في مرآة التاريخ [2/3] - مع د. محمد الأمين بلغيث | بودكاست إحياء